# Ед Вуд
Ед Вуд-молодший (англ. Edward Davis Wood Jr.; 10 жовтня 1924, Пукіпсі, Нью-Йорк — 10 грудня 1978, Лос-Анджелес) — американський сценарист, режисер, продюсер, актор, письменник та спеціаліст з монтажу фільмів.
Отримав звання «найгіршого режисера всіх часів», яке йому дали два кінокритики — Майкл та Гаррі Медвед — у своїй книзі «The Golden Turkey Awards» 1980 року (тобто за два роки по смерті Вуда). В кіно також відомий як Деніел Девіс. У фільмах Вуда знімався його улюблений актор Бела Луґоші, який також був його другом. Був двічі одружений, від першої дружини Норми Маккарті в нього є дитина. Ед Вуд часто знімав по 20 — 30 сцен за день, у більшості випадків — з першого дублю.

## Біографія

### Ранні роки
Едвард Девіс Вуд-молодший народився 10 жовтня 1924 року в Паукіпсі, Н'ю-Йорк.
Його мати завжди хотіла дівчинку, а батько, який працював поштарем, ставився до статі майбутньої дитини байдуже. В результаті Еда одягали в жіночий одяг й в подальшому це стало його слабкістю. В цьому сенсі показовим є випадок, коли на Гелловін він взяв 1-й приз, надягнувши жіночу сукню.
В 1940-х роках, у віці 17 років, Вуд вирушає на Другу світову війну, де бере участь в битві за Ґвадалканал. Маючи пристрасть до перевдягань, він носив під формою жіночу білизну. Але оскільки Вуд приховував свій трансвестизм, він боявся, що його буде поранено і його таємницю буде викрито.
Після війни він від'їжджає до Н'ю-Йорку, аби знімати кіно. Спочатку Вуд працював «жінкою з бородою» на карнавалах та виконував дрібні доручення в Голлівуді.

### Ґлен або Ґленда

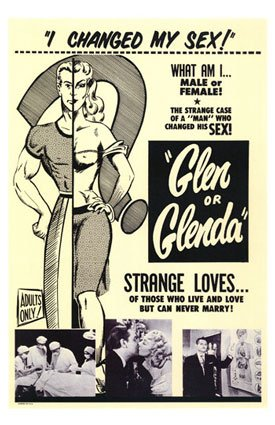
Постер до фільму Ґлен або Ґленда

Ед Вуд просував свої численні проекти як у театрі та літературі, так й у кіно. Вуд пропонував видавництвам літературу кримінальної тематики, в якій часто фігурували трансвестити та його улюблені светри.
Акторським та режисерським кінодебютом Вуда став фільм «Ґлен або Ґленда», в якому він виконав головну роль. Це єдиний фільм Вуда, який мав професійного продюсера —Джорджа Вайса, власника студії ‘’Screen Classics’’. Стрічка провалилась. Невелику роль в фільмі зіграв улюблений актор Еда Бела Луґоші, який страждав від наркотичної залежності. Спочатку фільм мав робочу назву «Я змінив свою стать» й у робочому варіанті розповідав історію транссексуала Крістін Джорґенсен. Але після того, як Крістін відмовилась від пропозиції, Вуд написав новий, цього разу автобіографічний, сценарій, давши фільмові назву «Ґлен або Ґленда».

### Наречена монстра
Всі інші фільми продюсували та фінансували особи, які не мали жодного стосунку до кінематографа. Наприклад, на зйомки фільму «Наречена монстра» виділив гроші власник скотобійні з Техасу Дональд Маккой, в тому ж фільмі знявся його син Тоні Маккой.
Не менш комічними були процес зйомок та його підготовка. Так, для одного з епізодів фільму «Наречена монстра» Вуду знадобився восьминіг, але у зв'язку з відсутністю грошей Вуд викрав гумового восьминога зі складу студії ‘’Republic Studios’’. Але під час викрадення в опудала було відірвано одне зі щупалець, крім того Вуд забув мотор, який забезпечував «життєдіяльність» восьминога. Тому сцену довелося знімати без мотора — Вуд попросив Луґоші удати, нібито опудало його душить.

### План 9 з відкритого космосу

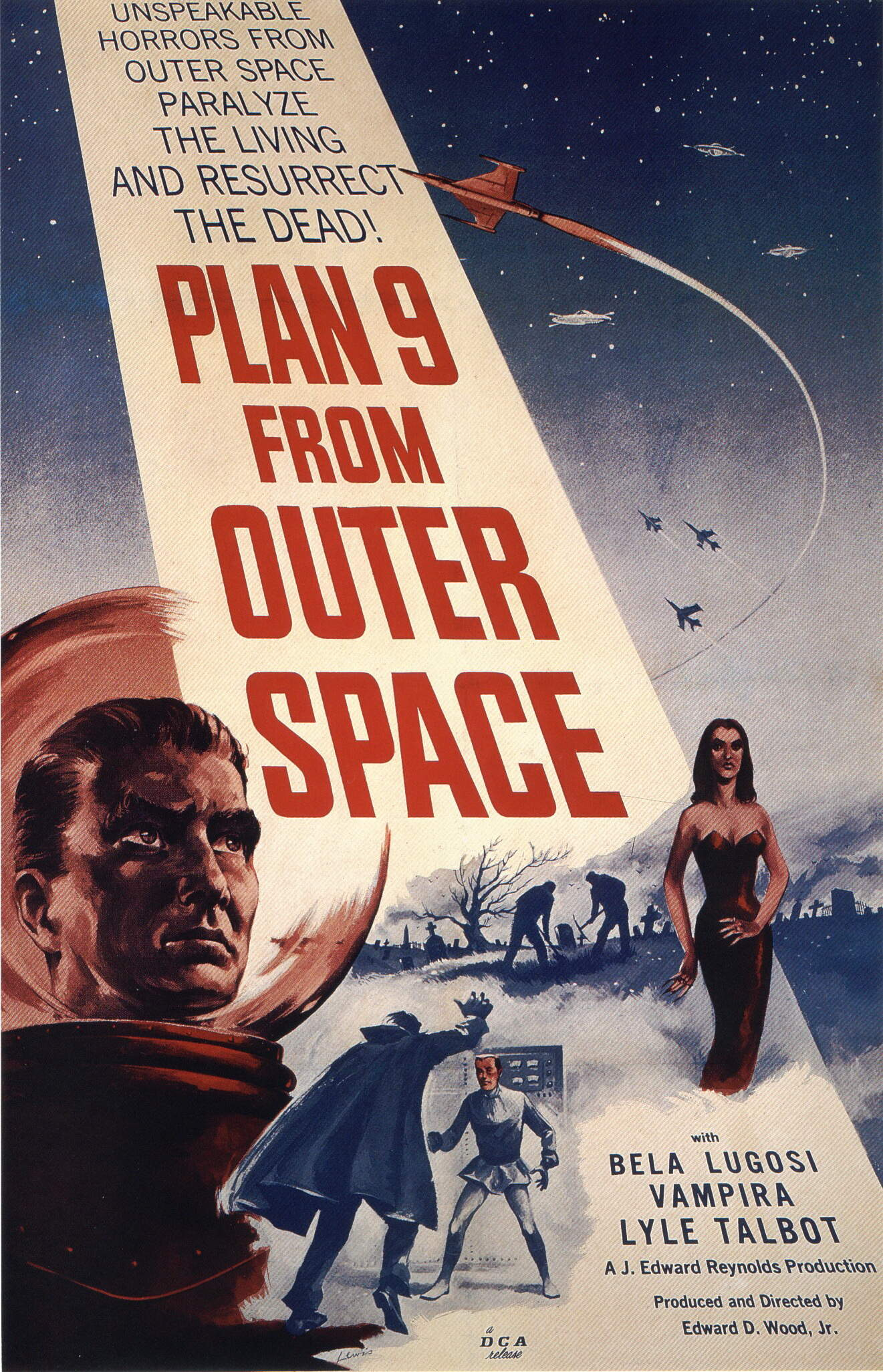
Постер до фільму «План 9 з відкритого космосу»

Надалі Ед зняв ще декілька фільмів (у яких знову зіграв Бела Луґоші). Найцікавішою роботою стала стрічка «План 9 з відкритого космосу», якій присудили премію «Золотий індик». Гроші на зйомки фільму виділила Південна Баптистська церква, для чого знімальній групі довелося пройти в ній обряд хрещення, а в самому фільмі знявся один з членів церкви. «План 9 з відкритого космосу» став верхівкою кар'єри Вуда; не зважаючи на значущі недоліки, режисер не зміг перевершити його протягом подальшої кар'єри. Сюжет фільму розповідав про те, як над Голлівудом починають з'являтися «НЛО», але влада США у будь-який спосіб заперечує цей факт. Крім того, влада навіть намагається з ними боротися за допомоги запуску ракет. Прибульці вирішують, що земляни можуть спричинитись до великої шкоди галактичній спільноті, в результаті чого починають зреалізовувати свій план під кодовою назвою «План 9». Прибульці оживляють двох мерців, які покликані підкорити собі людство. У боротьбу з ними та прибульцями вступають полковник армії США, лейтенант поліції та пілот, який мешкає неподалік від цвинтаря.
Під час зйомок «Плану 9…» Вуд намагався обійтись без серйозних фінансових витрат. Кабіну пілотів знімали таким чином: пілоти сиділи на дачних стільцях, а позад них висіла завіса з душу. Як літаючі тарілки над моделлю Голлівуда було використано дешеві іграшкові моделі з дитячого магазину, які було підвішено на лісці (сам Вуд запустив міф, що їх було зроблено з ковпаків з білого металу для коліс автомобіля).

### Порно-кар'єра
В 1970-х роках Вуд перейшов на зйомки порнографічних фільмів й навіть сам відзнявся в деяких з них. В цей період він почав зловживати алкоголем. Його порно-стрічки виявились настільки поганими, що навіть «План 9…» виглядав на їх тлі еталоном смаку. Вуд помер від серцевої недостатності 10 грудня 1978 року у віці 54 років.

## Особисте життя
Однією з перших подруг Вуда була Долорес Фуллер, з якою Вуд познайомився на кастингові фільму ‘’Behind Locked Doors’’, який мав ставити. В результаті Долорес стала його коханкою й знялася ще в декількох його фільмах. Їх зв'язок тривав декілька років, після чого вона пішла, мотивуючи це тим, що їй набридли постійні перевдягання Вуда в жіночий одяг, й тим, що вона була єдиною, хто заробляв гроші. Долорес розійшлась з Вудом після зйомок «Нареченої монстра», де виконала роль секретарки. Пізніше вона стала відомою поетесою й написала декілька хітів для Елвіса Преслі.
1955 року, під час зйомок «Нареченої монстра» Вуд одружився з Нормою МакКарті, яка потім зіграла стюардесу в «Плані 9…». Вона анулювала брак, коли дізналась, що він трансвестит, хоча вони встигли завести спільну дитину (стать невідома). 1956 року Ед одружився з Кеті О'Хара, з якою прожив до самої смерті. Вона пережила чоловіка на 28 років й померла 2006 року.
Одним з друзів Вуда був Банні Брекінрідж, який часто виступав у дешевих театральних шоу з трансвеститами та геями. Банні був відкритим гомосексуалом. Він виконав роль Володаря в «Плані 9 з відкритого космосу». Банні двічі невдало намагався змінити стать. Він помер 1996 року. Також серед друзів Вуда був Джерон Крісвел Коніґ, шоумен, який знявся в кількох його фільмах.
Не менш оригінальним другом Вуда був Тор Джонсон (Tor Johnson) — професійний реслер, який важив приблизно 136 кілограмів. Тор виступав під іменем «The Super Swedish Angel». Досягненням всього життя Джонсона стала надпопулярна гелловінська маска, яку було випущено після його смерті й яка розійшлася Сполученими Штатами надзвичайним накладом. Серед інших друзів Вуда можна виокремити Майлу Нурмі та Бела Луґоші.

## Культурний вплив
В наш час Ед став дуже популярним. Психіатр Клайд Вільямс виплатив 23-річний рахунок й забрав фільм Вуда «Оргія мерців» з проявки. Режисер Марк Кардучі зняв документальний фільм про стрічку «План 9 з відкритого космосу». Еріс Іліопулос відзняв за нереалізованим сценарієм Вуда фільм «Я прокинувся рано в день моєї смерті».
Рудольф Ґрей написав 1992 року про Еда книгу «Жах екстазу», яка й викликала зацікавленість в особистості та творчості Вуда, а по тому стала основою сценарію, за яким Тім Бертон зняв фільм «Ед Вуд». Інформацією для книги слугували спогади дружини та друзів Вуда. Бюджет фільму був у 100 разів більше, аніж у всіх фільмів Еда вкупі. Й хоча, як й усі фільми Вуда, він також провалився в прокаті, але його широко оцінили критики (премії Оскар, Золотий Глобус, Сатурн). Роль Еда зіграв актор Джонні Депп.

## Фільмографія

### Режисер
- 1951 — Сонце сідало / The Sun Was Setting (короткометражний телевізійний фільм)
- 1953 — Ґлен або Ґленда / Glen or Glenda (драматичний фільм)
- 1953 — Перехрестя Евенджер: Пригоди дитини Таксон / Crossroad Avenger: The Adventures of the Tucson Kid (короткометражний телевізійний вестерн)
- 1953 — Черевики / Boots (короткометражний фільм)
- 1954 — Тюремна наживка / Jail Bait (фільм-нуар, кримінальний трилер)
- 1955 — Наречена монстра / Bride of the Monster (фантастичний фільм жахів)
- 1957 — Ніч примарного крику / The Night the Banshee Cried (короткометражний фільм жахів)
- 1957 — Остання завіса / Final Curtain (короткометражний фільм жахів)
- 1959 — План 9 з відкритого космосу / Plan 9 from Outer Space (фантастичний фільм жахів)
- 1959 — Ніч упирів / Night of the Ghouls (фільм жахів)
- 1960 — Зйомки трюків з Кенном Дунканом / Trick Shooting with Kenne Duncan (короткометражний фільм)
- 1960 — Зловісний поштовх / The Sinister Urge (драма, кримінальний трилер)
- 1970 — Видаліть з професії / Take It Out in Trade (комедійний фільм)
- 1971 — Юні молодожони / The Young Marrieds (порнографічний фільм)
- 1971 — Некроманія: Історія дивного кохання / Necromania: A Tale of Weird Love (порнографічний фільм жахів)
- 1995 — Видаліть з професії: Купюри / Take It Out in Trade: The Outtakes
- 1995 — Перехрестя Ларедо / Crossroads of Laredo (короткометражний вестерн, знятий 1948 року, став першою режисерською роботою Еда Вуда, фільм було закінчено лише після його смерті його близькою подругою Долорес Фуллер)

### Сценарист
У цьому розділі зазначені фільми, в яких Ед Вуд виступав як сценарист, не будучи їх режисером.
- 1956 — Роки насильства / The Violent Years (кримінальний трилер, режисер — Вільям Морґан)
- 1959 — Помста незайманих / Revenge of the Virgins (еротичний вестерн, режисер — Пітер Перрі-молодший, співсценарист — Піт Ларош)
- 1962 — Замолоді для одруження / Married Too Young (мелодраматична комедія, режисер — Джордж Москов, співсценарист — Нат Танчак)
- 1963 — Вимушений шлюб / Shotgun Wedding (комедійний фільм, режисер та співсценарист — Борис Петров)
- 1965 — Оргія мерців / Orgy of the Dead (фентезійний фільм жахів, режисер — Стівен С. Апостолоф)
- 1967 — За кохання та гроші / For Love and Money (кримінальна драма, режисер — Дональд А. Девіс, співсценарист — Джеймс Роджерс)
- 1969 — Операція "Червоне світло" / Operation Redlight (драматичний фільм, режисер — Дон Дойл)
- 1969 — Вечеря кохання / Love Feast (комедійний фільм, режисер та співсценарист — Джозеф Ф. Робертсон)
- 1969 — Тікаючи від зброї / Gun Runners (вестерн, режисер — Дональд А. Девіс)
- 1969 — Мільйон років до AC/DC / One Million AC/DC (фентезі, режисер — Ед Де Пріст)
- 1970 — Тіло жертви / Body of the Prey (фантастичний фільм жахів)
- 1971 — Бакалаврат / The Undergraduate (порнографічний фільм, режисер — Рон Блек)
- 1972 — Клас возз'єднання / The Class Reunion (драматичний фільм, режисер та співсценарист — Стівен С. Апостолоф)
- 1972 — Снігові кролики / The Snow Bunnies (комедійний фільм, режисер та співсценарист — Стівен С. Апостолоф)
- 1972 — Покинута дружина / Drop Out Wife (драматичний фільм, режисер та співсценарист — Стівен С. Апостолоф)
- 1973 — Коктейль господині (комедійний фільм, режисер та співсценарист — Стівен С. Апостолоф)
- 1974 — П'ять втрачених жінок (кримінальний пригодницький бойовик, режисер та співсценарист — Стівен С. Апостолоф)
- 1976 — Сонячні кролики / The Beach Bunnies (комедійний фільм, режисер та співсценарист — Стівен С. Апостолоф)
- 1993 — План 69 з відкритого космосу / Plan 69 from Outer Space (порнографічний комедійний фантастичний фільм жахів, режисер — Френк Маріно)
- 1999 — Диявольські дівчата / Devil Girls (трилер, режисер та співсценарист — Андре Перковскі)
- 2003 — Міжпланетний надлишок чоловіків та амазонки з відкритого космосу / The Interplanetary Surplus Male and Amazon Women of Outer Space (фантастичний фільм, режисер — Сем Фьорстенберґ, співсценарист — Семюел Олдгем)
- 2006 — План прямого ефіру з відкритого космосу / Plan Live from Outer Space (фантастична комедія, режисер та співсценарист — Джеймс Ґордон Тейлор)
- 2013 — План 9 / Plan 9 (фільм жахів, режисер та співсценарист — Джон Джонсон)

### Актор
У цьому розділі зазначено фільми, в яких Ед Вуд виступав як актор, не будучи їх режисером або сценаристом.
- 1970 — Річ місіс Стоун / Mrs. Stone's Thing (драматичний фільм, режисер та автор сценарію — Джозеф Ф. Робертсон.
- 1982 — Це вийшло з Голлівуду / It Came from Hollywood (документальна комедія, режисери — Малкольм Лео та Ендрю Солт, сценарист — Дена Олсен, Ед Вуд з'являється в кінохроніках)
- 1990 — Слідами Еда Вуда / On the Trail of Ed Wood (документальний біографічний фільм, режисер — Майкл Копнер)
- 1992 — Літаючі тарілки над Голлівудом: Супутник "План 9" / Flying Saucers Over Hollywood: The «Plan 9» Companion (документальний фільм, режисер та сценарист — Марк Патрік Кардуччі, співсценарист — Лі Гарріс)
- 1994 — Ед Вуд: Оглядаючись на Анґору / Ed Wood: Look Back in Angora (документальний фільм, режисер та сценарист — Тед Н'юсом)
- 1995 — Світ привидів Едварда Д. Вуда-молодшого / The Haunted World of Edward D. Wood Jr. (документальний біографічний фільм, режисер та сценарист — Бретт Томпсон)
- 1997 — Голлівудський рейтинг "R" / Hollywood Rated «R» (документальний фантастичний фільм жахів, режисери — Домінік Казенав та Даґ Гедлайн, сценарист — Даґ Гедлайн)

## Цитати

### Цитати Еда Вуда про його творчість
- "Якщо ви хочете пізнати мене, подивіться фільм «Ґлен або Ґленда». Це я, це моя історія, без питань. Але «План 9…» — це моя краса та гордість. Ми використовували диски каділлаку для зображення НЛО.»  — про фільми «Ґлен або Ґленда» та «План 9 з відкритого космосу».

## Цікаві факти
- Ед Вуд був великим прихильником Орсона Веллса
- Уривок з фільму Еда Вуда «План 9 з відкритого космосу» було вставлено до гри «’’Destroy All Humans’’», випущену на консоль PlayStation 2
- В панк-гурту ‘’Johnny Mnemonics’’ з Луганська є пісня «Ed Wood» англійською мовою.
- В ґрайндкор-гурту ‘’Neuropathia’’ є пісня «Plan 9 from outer space».